# Jekimowiczi
Jekimowiczi (ros. Екимовичи) – wieś (sieło) w Rosji, w obwodzie smoleńskim, w rejonie rosławskim. W 2021 liczyła 1655 mieszkańców.